# Náměstí Míru (Mladá Boleslav)
Náměstí Míru (do roku 1938 Novoměstské náměstí) je náměstí nacházející se ve statutárním městě Mladá Boleslav. 
V polovině roku 1965 začaly demolice historických budov na náměstí. V půlce 70. let 20. století byla dokončena nová podoba náměstí, kde historické budovy nahradily panelové domy.

## Budovy a objekty na náměstí

### Spořitelna
Budova Spořitelny je kulturně chráněná šestipodlažní budova na náměstí. Vznikla v místě bývalého hostince. Na budově se nachází čtyři sochy Rozsévač, Spořivost, Žnečka a Tiskař od sochaře Josefa Matějů z roku 1929.

## Fotogalerie

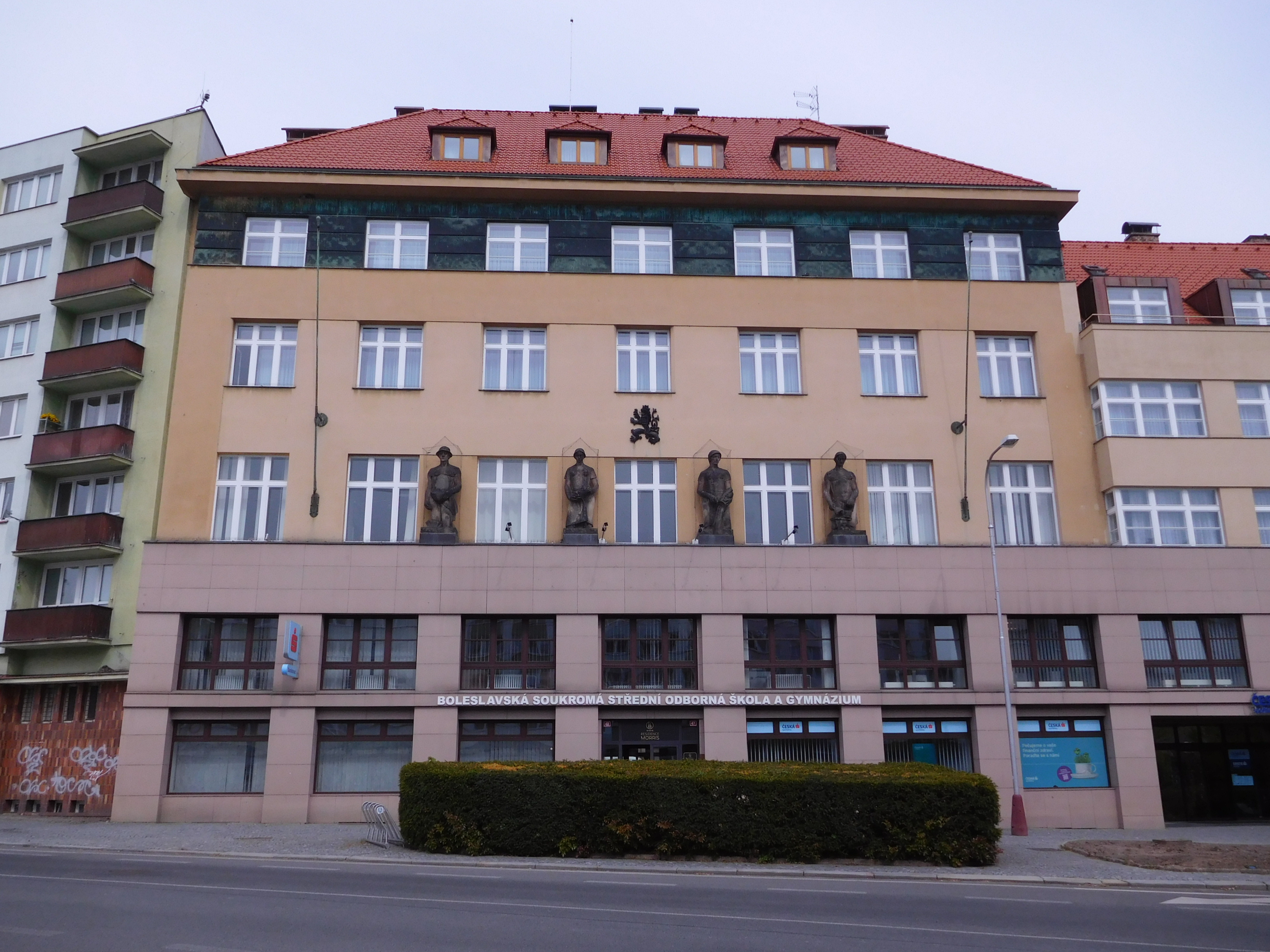
Budova spořitelny
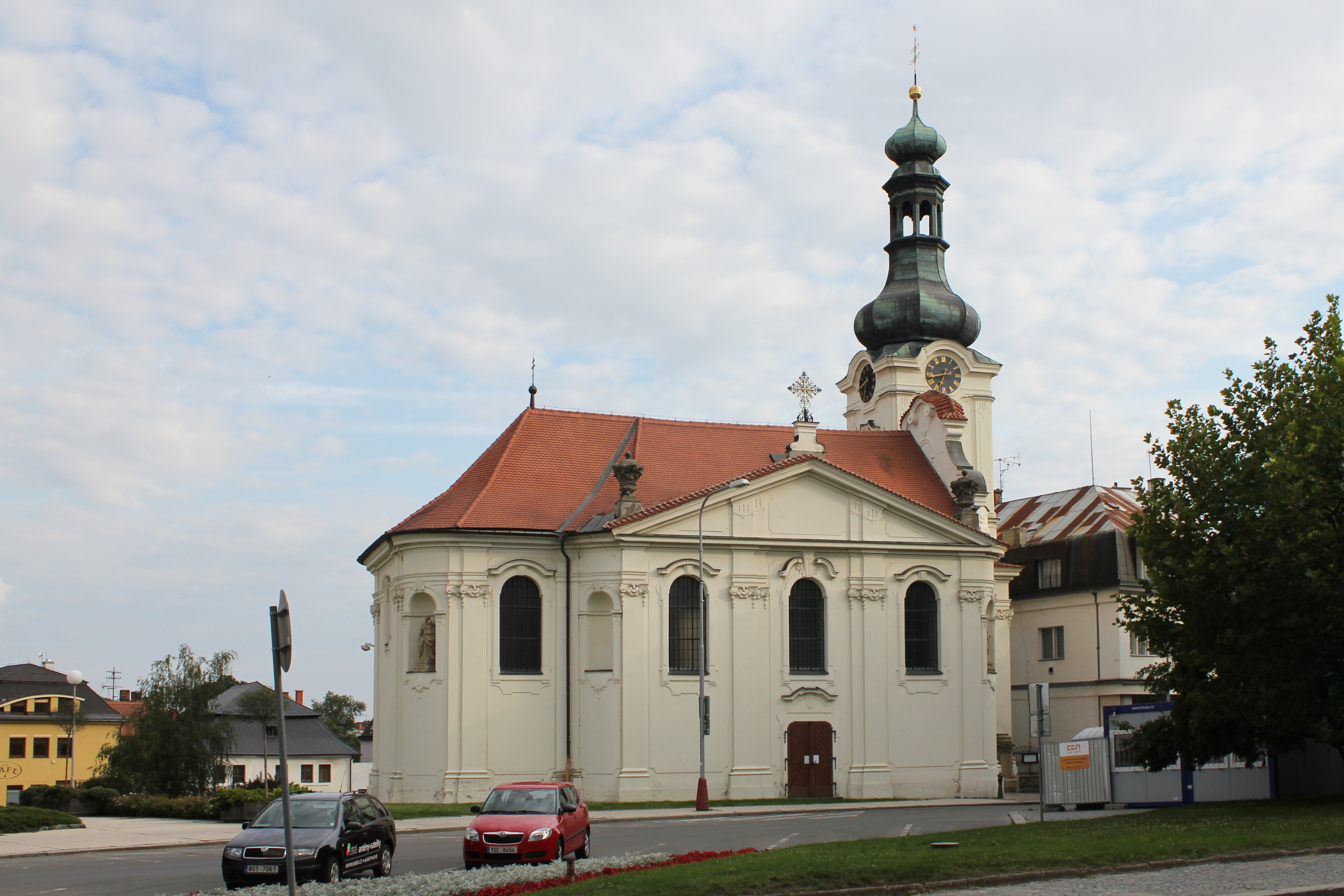
Kostel sv. Jana Nepomuckého
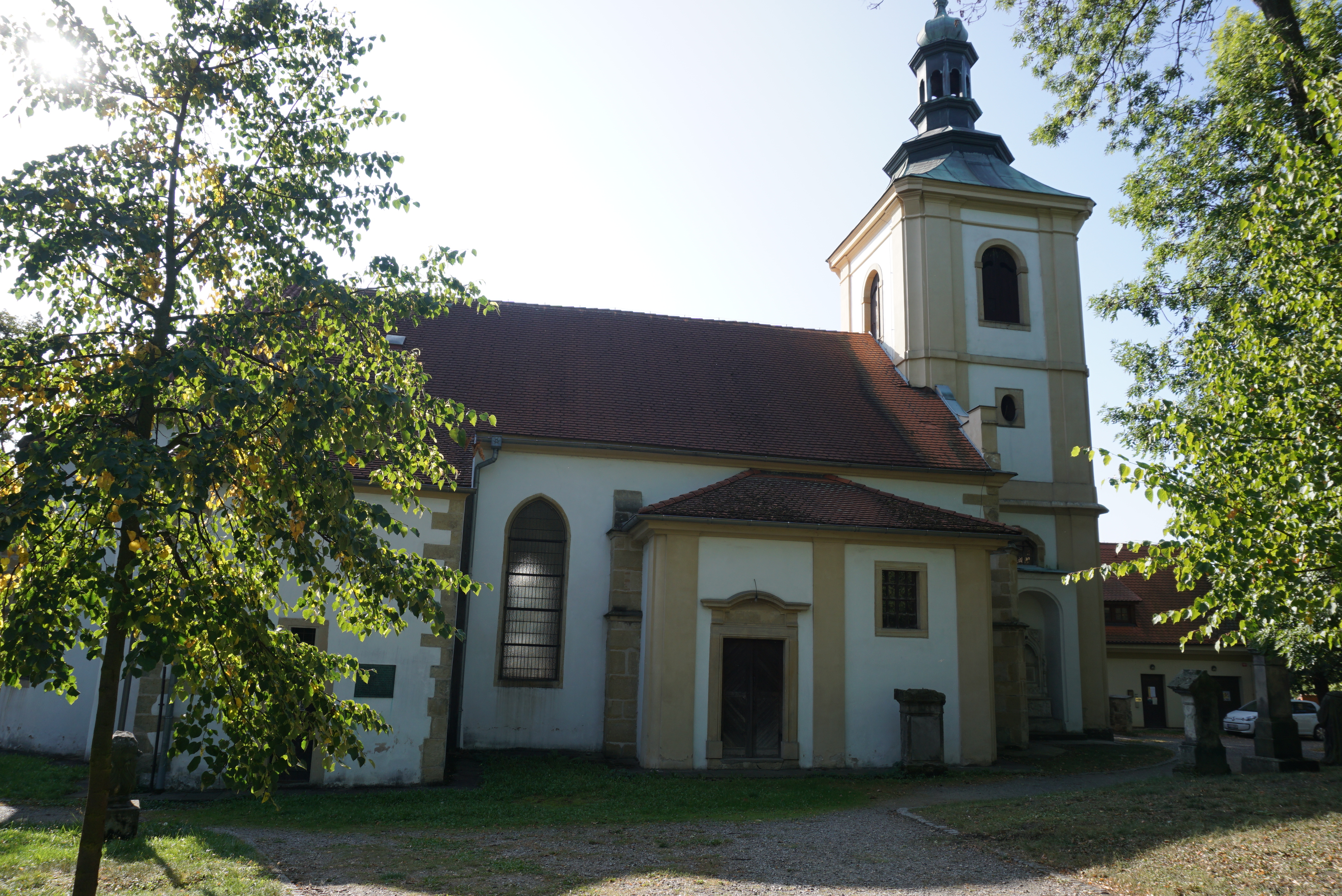
Kostel sv. Havla
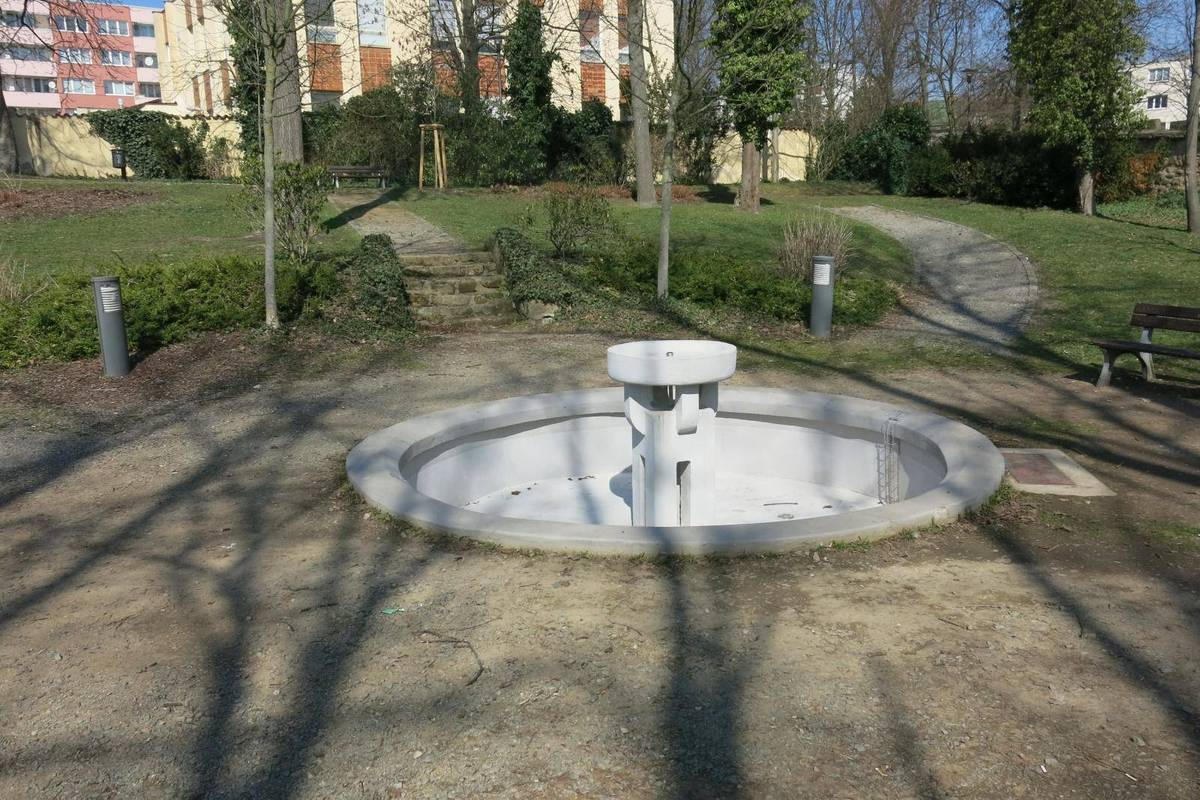
Fontána v Havelském parku
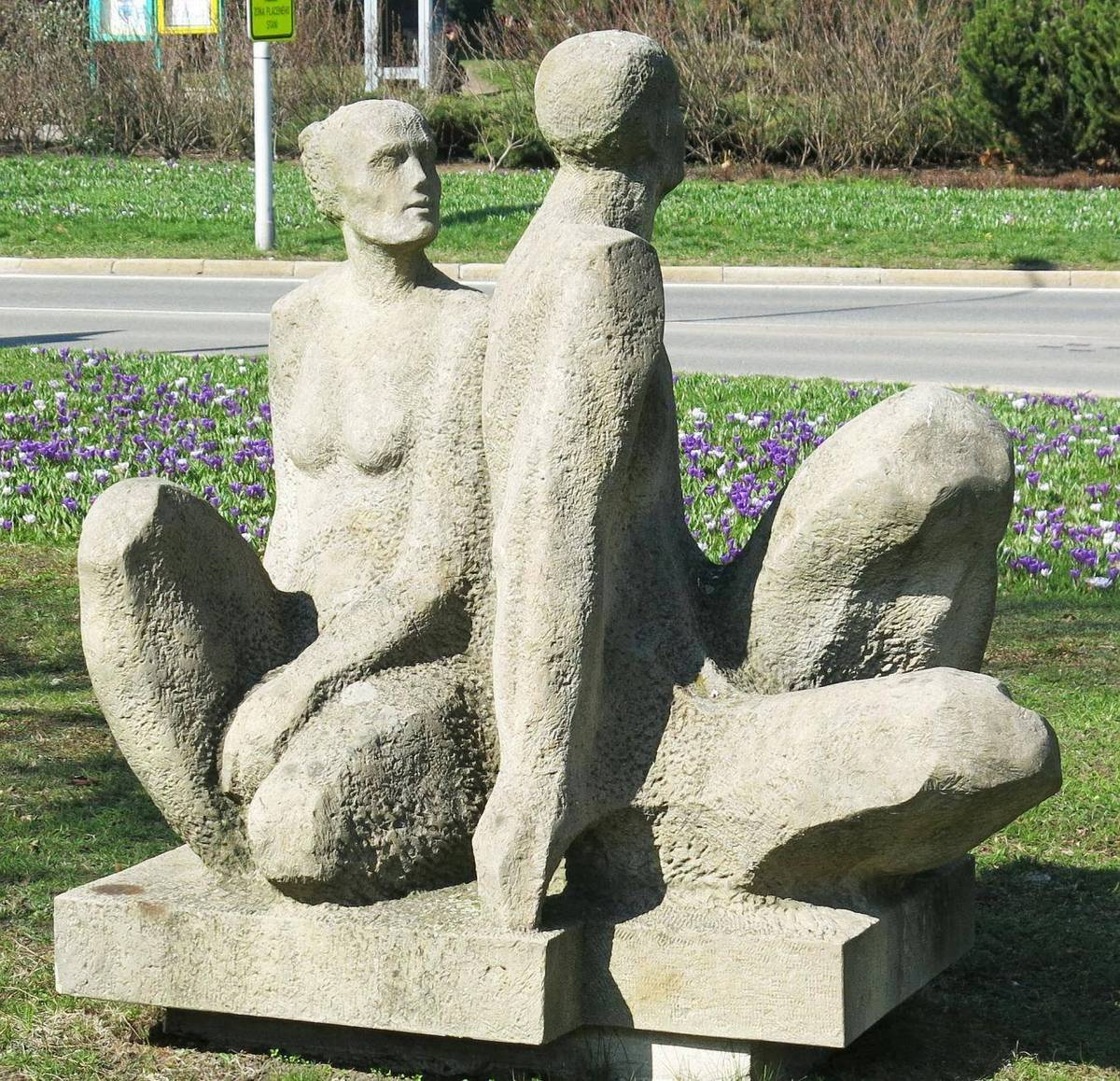
Sousoší muže a ženy
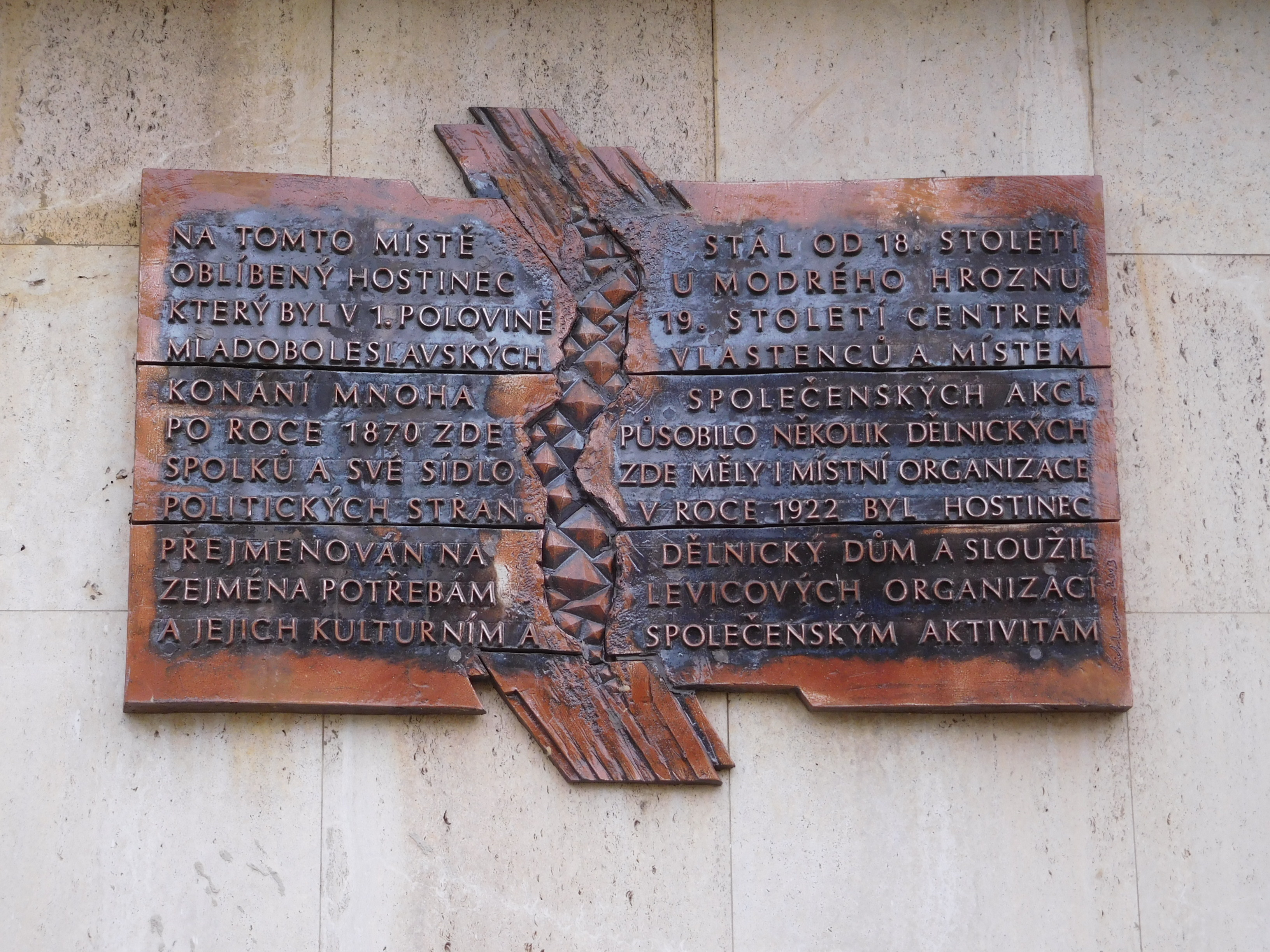
Pamětní deska hostince U modrého hroznu
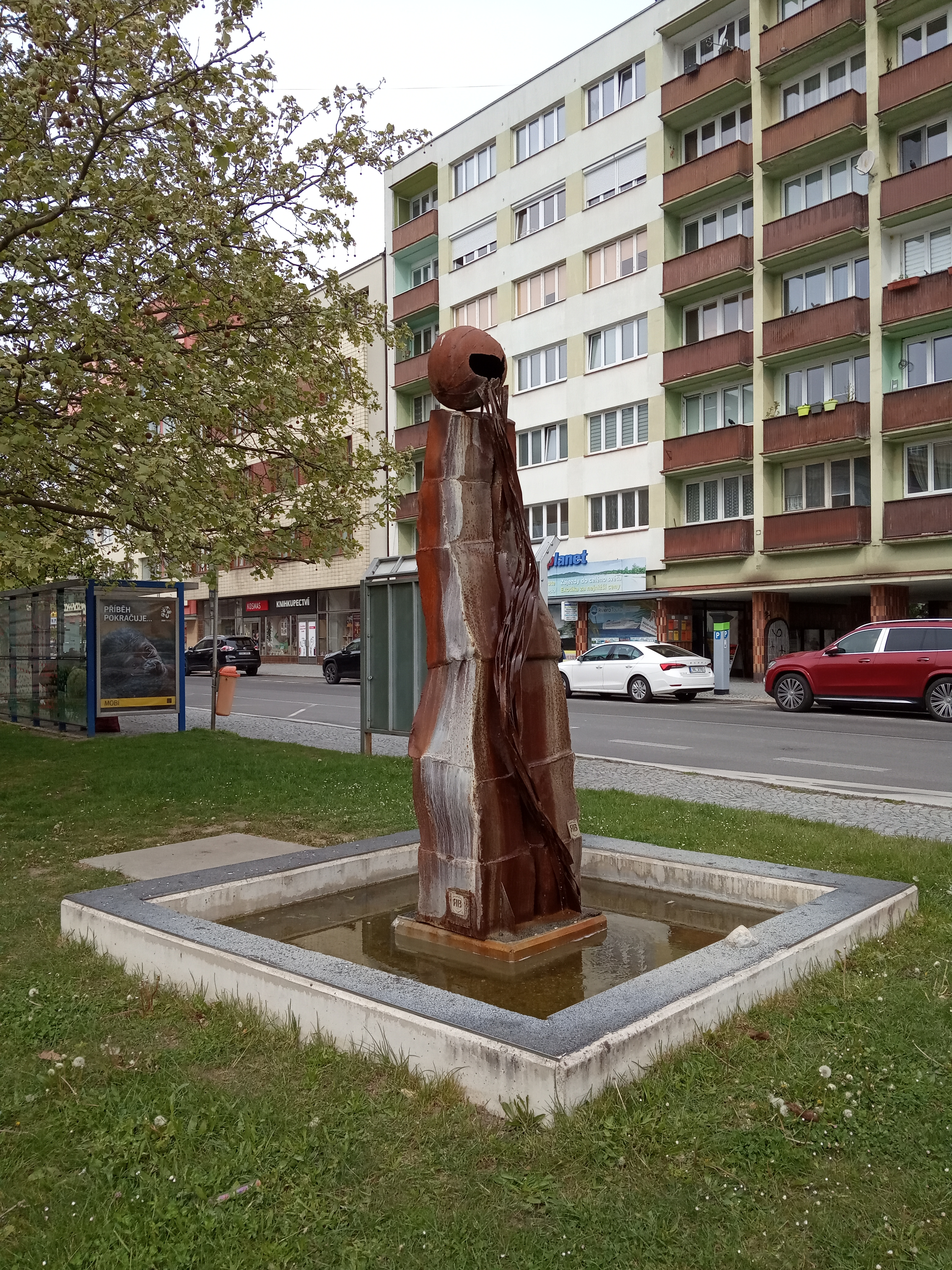
Fontána s kovovou plastikou